# Írország hívójelkörzetei
Írország jelenleg (2024) nincs felosztva hívójelkörzetekre, viszont külön prefixek van az Ír szigetre, és Írország egyéb szigeteire.
Írország számára az ITU az EI-EJ hívójelprefixet jelölte ki. 
| prefix | hely                                 |
| ------ | ------------------------------------ |
| EI     | Az Ír sziget területe                |
| EJ     | Írországhoz tartozó tengeri szigetek |

## Lajstromjel
Vízi és légi járművek lajstromjelezéséhez az EI prefixet használják.